# 안드로메다 (드라마)
안드로메다(Andromeda)는 캐나다, 미국 합작의 SF 드라마이다. 2000년 10월 2일에 방송을 시작하여 2005년 5월 13일 종영되었다.

## 캐스트
- 케빈 소보 - Dylan Hunt
- 리사 라이더 - Beka Valentine
- 키스 해밀턴 코브 - Tyr Anasazi
- 고든 마이클 울벳 - Seamus Zelazny Harper
- 로라 버트럼 - Trance Gemini
- 브렌트 스테이트 - Rev Bem
- 렉사 도이그 - Rommie
- 스티브 베이식 - Telemachus Rhade
- 브랜디 레드퍼드 - Doyle